# Charles Brun (dansk politiker)
Charles Brun, född den 16 februari 1866 i Köpenhamn, död den 28 januari 1919 i Aalborg, var en dansk politiker och ämbetsman.
Brun blev candidatus juris 1888. Han var stiftsamtman i Aalborg från 1905. Brun var finansminister i den första ministären Neergaard oktober 1908 till augusti 1909.

## Utmärkelser
- Dannebrogsmännens hederstecken,  1908[3]
- Kommendör av Dannebrogorden,  1909[3]
- Kammarherre,  1916[3]

[Redigera Wikidata]